# У що ми віримо, але не можемо довести
«У що ми віримо, але не можемо довести» (англ. What We Believe but Cannot Prove) — науково-популярна книга за редакцією американського літературного агента Джона Брокмана, вперше опублікована в 2006 році видавництвом Harper Perennial з передмовою письменника Єна Мак'юена. Книга містить 107 відповідей відомих людей на одне запитання, поставлене асоціацією Edge Foundation. Серед них Річард Докінз, Деніел Деннет, Стівен Пінкер, Джаред Даймонд, Фрімен Дайсон, Мартін Ріс, Джон Хорган, Мігай Чиксентмігаї, Гері Маркус та інші. Частина інтерв'ю не потрапила до книги, у тому числі відповіді на запитання Бенуа Мандельброта та вченого Джона Маккарті. Проте їхні відповіді доступні в Інтернеті.

## Питання проєкту Edge
1991 року Брокманом була висунута ідея третьої культури. Сам автор ідеї описує її так: «до неї відносяться вчені та мислячі практики, які завдяки своїй роботі та виразним висловлюванням витісняють традиційних інтелектуалів у формуванні зримих глибинних смислів нашого життя, по-новому визначаючи, хто ми і що ми». У 1997 році було створено вебсайт Edge, який називають «будинком» третьої культури у мережі.
|                | Проєкт Edge — торжество ідей третьої культури, нова спільнота інтелектуалів у дії. Вони представляють тут свої дослідження, ідеї та коментують роботу та ідеї інших мислителів третьої культури. Вони розуміють, що їхнім гіпотезам необхідна критика. У результаті виникає гостра наукова дискусія, присвячена найважливішим питанням цифрової епохи, що ведеться у досить напруженій атмосфері, де вміння по-справжньому думати тріумфує над анестезіологією мудрості. |
| — Джон Брокман | |

На думку Брокмана, представлені на Edge ідеї гіпотетичні та знайомлять з новими галузями еволюційної біології, генетики, комп'ютерних наук, нейрофізіології, психології та фізики. В обговореннях фундаментальних питань про виникнення Всесвіту, життя та розуму зароджується нова натурфілософія, нові погляди на саме мислення та розуміння фізичних систем.
Джеймсом Лі Баєрсом, художником та другом Брокмана ще у 1970-х був придуманий концептуальний арт-проєкт, суть якого зводиться до того, щоб зібрати разом «сто найкращих мислителів» і запропонувати їм поставити один одному запитання, які зазвичай вони ставлять самим собі. Після смерті Баєрса у 1997 році Брокман реалізував його ідею у проєкті Edge. Завдяки інтернету план Баєрса став досяжним і створений проєкт Edge почав наповнюватися учасниками, серед перших з них були фізики-теоретики Фрімен Дайсон та Маррі Гелл-Манн, учасники того самого списку ста найкращих мислителів світу, складеного Баєрсом за життя.
Щороку Edge ставив своїм учасникам якесь питання, а в 2005 році питання для проекту Edge було запропоновано психологом-теоретиком Ніколасом Хамфрі і звучало так:
|  | Великі уми іноді можуть здогадатися про правду, перш ніж вони матимуть докази чи аргументи на її користь (Дідро називав цю здатність „духом пророцтва“). Що ви вважаєте правдою, хоча ви не можете цього довести? Оригінальний текст (англ.) Great minds can sometimes guess the truth before they have either the evidence or arguments for it (Diderot called it having the "esprit de divination"). What do you believe is true even though you cannot prove it? |

У своїй книзі Брокман зібрав відповіді-есе 107 авторів, які вони присвятили свідомості, пізнанню, доказам та різним уявленням про істину. Відповіді вчених та інтелектуалів свідчать про те, що багато з них не обмежуються своєю професійною сферою та розмірковують про межі людських знань, працюючи при цьому у своїх галузях.
Есе, зібрані Бокманом у книзі, охоплюють широке коло тем, включаючи еволюцію, роботу людського розуму, позаземні форми життя, долю Всесвіту та майбутнє людства . Найчастіше респонденти звертають увагу на проблему позаземного життя і питання про те, чи є в людства надприродний елемент крім плоті і крові.

## Відгуки
Книга загалом була схвально прийнята критиками. «Бостон глоуб» охарактеризував збірку есе як «в цілому цей маленький збірник есе змусить вас переходити від математики до економіки, [а потім] до морального прогресу людства, і чудово спостерігати, як ця плутанина дисциплін накладається одна на одну».
У колонці Paste Magazine «Найкращі книги 2007 року», в якій 13 відомих авторів попросили порекомендувати свою улюблену книгу, колумніст Esquire Том Джунод описав книгу як «одночасно сувору, вишукано аргументовану, незаплямовану містикою, дещо марну і взагалі карколомну». Skeptical Inquirer заявив, що книга «пропонує вражаючий набір ідей та проблем, які, безсумнівно, порадують цікавих читачів, фахівців широкого профілю та вузького профілю».
У кількох оглядах основна увага була приділена запрошенню респондентів до роздумів та розуміння, яке їх роздуми можуть дати майбутньому наукового дискурсу. Science News і The Guardian описали книгу як «захоплюючий проблиск у майбутнє людських досліджень» та «наукові нездійсненні мрії в найкращому вигляді» відповідно.
Оцінюючи книгу загалом позитивно, деякі рецензенти критикували певні її аспекти, серед яких надмірність і тон. «The Observer» охарактеризував есе як «переконливі та по черзі повторювані». «The Skeptical Inquirer» заявив, що книга «пропонує вражаючий набір ідей і проблем, які, безсумнівно, порадують допитливих читачів, універсалів і спеціалістів».